# 孝明太皇太后
孝明太皇太后（8世纪末期—865年12月26日），郑氏，一说为尔朱氏，名不详 , 中國唐朝時期皇族女性，唐宣宗、安平公主生母，尊封皇太后、太皇太后。谥孝明。

## 早年生涯
《旧唐书》指郑氏“盖内职御女之列，（因）旧史残缺，未见族姓所出、入宫之由。”《新唐书》指郑氏籍贯为潤州丹楊縣。在元和初年李錡謀反時，有善面相之人對李錡說，鄭氏將來必當生下天子，李錡大喜而將鄭氏納為侍妾。807年，李錡押至京师被殺，鄭氏以叛臣眷屬的身分被没入掖廷，充為郭貴妃的宮女。后被唐宪宗宠幸。
元和五年（810年）六月二十二日，郑氏在大明宮生下憲宗第十三子李忱。郑氏又生一女安平公主。新旧唐书皆未提及郑氏是获得正式妃嫔封号、具体封号。憲宗駕崩後，李忱被封為光王，鄭氏亦成為光王太妃。
唐憲宗駕崩後，由鄭氏當年侍奉的郭貴妃所生的遂王李恆登基，是為唐穆宗，往後又歷經敬宗、文宗、武宗等三帝，自憲宗駕崩的元和十五年（820年）算起，直到會昌六年（846年）為止，在這二十六年間鄭氏一直都只是個沒沒無聞的太妃。

## 皇太后時期
唐武宗在位六年，為求長生不老而服用方士所貢鉛丹，最終導致中毒身亡、英年暴卒。武宗崩時雖遺有五子，皆可嗣其位；惟宦官干預朝政，擁立武宗庶叔光王李怡即位，是為唐宣宗。光王太妃鄭氏也因此一躍成為皇太后。據舊唐書記載，在會昌六年，鄭氏之弟鄭光曾夢見一輛車載著日月，光耀天下，被認為是吉兆，不久，宣宗登基，鄭氏成為皇太后，鄭光也獲得升遷，任官檢校戶部尚書、諸衛將軍、平盧節度使等等。郑太后祖父赠司徒，父郑祐赠司空。
宣宗對於生母鄭太后孝養至誠，此時宮中除鄭太后以外，還有兩位皇太后：一是唐文宗生母蕭太后；另一位是鄭氏曾經服侍過的郭太皇太后。郭氏在其子唐穆宗登基後成為皇太后，孫唐敬宗登基後又成為太皇太后。
郭氏自被穆宗尊為皇太后起，一直以來都是唐朝皇室的母儀代表，不論郭氏與每位皇帝之間親疏與否，郭氏一直都受到每位皇帝的尊敬與孝養，即使敬宗、文宗各自尊生母為皇太后，對於郭氏仍孝養依然。但在宣宗登基後，因鄭太后曾為郭太皇太后當年的宮女，因此兩人之間素有舊怨，連帶使宣宗對郭太皇太后有所疏遠，這使郭太皇太后大為不滿，甚至曾欲跳樓自盡，雖後來郭太皇太后被左右攔阻並未墜樓，但她當晚即去世。
郭太皇太后去世後，宣宗因為鄭太后之故，不願讓她祔憲宗太廟，即使曾有禮官力爭，宣宗仍不讓郭太皇太后祔廟。

## 太皇太后時期
宣宗在位十三年後因服食丹藥中毒駕崩，其子李漼登基，是為唐懿宗，而鄭太后也以懿宗祖母身份成為太皇太后，這也是唐朝第二與最後一位太皇太后。
對於鄭太皇太后的薨辰，《唐会要》、《新唐書》與《舊唐書》出現分歧：《唐会要》中太常博士殷盈孙相关叙述，咸通五年（864年）为逝世的鄭太皇太后作神主，合祔宪宗庙室。《新唐書》記載，在咸通三年（862年），懿宗曾在三殿侍宴鄭太皇太后。咸通六年（865年），鄭太皇太后逝世；至於《舊唐書》則是記載鄭太皇太后於儿子唐宣宗执政的大中末年逝世。不論如何，鄭氏在當時算來是相當長壽。
鄭氏死後葬於唐憲宗的景陵旁園，諡號孝明。立有别庙，因为唐懿宗祖母，题其主为太皇太后。曾孙唐昭宗执政的大顺元年（890年），有司请以孝明太皇太后、恭僖皇太后、貞獻皇太后神主祔享于太庙。大臣讨论后。宰相孔纬以大祭日迫，不可遽改。当时有非议。

## 親屬
弟弟鄭光，其子鄭漢卿為終義昌軍節度使，郑汉璋官至兖州节度使；侄女郑德柔，嫁齐州司马冯翊人鱼某。

## 艺术形象
在2009年香港電視廣播有限公司所拍攝的古裝電視劇《宮心計》中，由韓馬利飾演鄭氏一角。劇中鄭氏與郭氏為敵對關係，郭氏屢次提及鄭氏當年的宮女身分時，是以「洗腳婢」一詞來奚落鄭氏，但在史書中並沒有記載鄭氏的宮女職責。劇中鄭氏封號為鄭淑妃，史書中亦無記載；劇中所演繹的鄭氏，和史實中很大的出入是，鄭氏在唐宣宗年間就被毒殺，但實際上，鄭氏一直活到唐懿宗年間，並成為太皇太后。
2012年中国大陆电影《不肯去观音》中，由斯琴高娃饰演郑氏一角，初期为太妃，后期为太后。

## 备注
1. ↑  郑氏逝世日期，另說卒於860年12月26日